# Klafflehen
Klafflehen ist ein Gemeindeteil von Miesbach auf der Gemarkung Wies im oberbayerischen Landkreis Miesbach.

## Ortsbeschreibung
Die Einöde Klafflehen liegt am südwestlich von Miesbach.

## Name
Der Ortsname bezieht sich wohl auf Klaffer für ‚Röhrkasten, Röhrbrunnen‘ (siehe auch G'láff für ‚Lauf‘, das Substantiv von laufen, im Dialekt láfă).

## Bevölkerungsentwicklung

Wegkreuz in Klafflehen

Um 1871 lebten in Klafflehen sieben Einwohner. In der Nachkriegszeit des Zweiten Weltkriegs stieg die Bevölkerungszahl auf 12 Einwohner an. Im Mai 1987 gab es vier Einwohner in einem Wohngebäude.
| Jahr      | 1871 | 1925 | 1950 | 1970 | 1987 |
| Einwohner | 7    | 5    | 12   | 4    | 4    |